# Patinação artística nos Jogos Olímpicos de Inverno de 2010 - Dança no gelo
As competições da dança no gelo da patinação artística nos Jogos Olímpicos de Inverno de 2010 foram disputadas no Pacific Coliseum em Vancouver, Colúmbia Britânica, entre 19 e 22 de fevereiro.

## Medalhistas
| Ouro   | CAN Tessa Virtue e Scott Moir       |
| Prata  | USA Meryl Davis e Charlie White     |
| Bronze | RUS Oksana Domnina e Maxim Shabalin |

## Resultados

### Dança obrigatória
A primeira fase da dança no gelo, em que todas as duplas se apresentam com a mesma música, ocorreu em 19 de fevereiro. A música foi Tango Romantica.
| Pos. | Patinadora         | Patinador            | País                | PST   | PET   | PCP   | HP   | TR   | PE   | IN   | Ded  | Nº |
| ---- | ------------------ | -------------------- | ------------------- | ----- | ----- | ----- | ---- | ---- | ---- | ---- | ---- | -- |
| 1    | Oksana Domnina     | Maxim Shabalin       | RUS Rússia          | 43.76 | 21.92 | 21.84 | 8.75 | 8.50 | 8.80 | 9.00 | 0.00 | 18 |
| 2    | Tessa Virtue       | Scott Moir           | CAN Canadá          | 42.74 | 21.40 | 21.34 | 8.55 | 8.40 | 8.60 | 8.65 | 0.00 | 23 |
| 3    | Meryl Davis        | Charlie White        | USA Estados Unidos  | 41.47 | 20.46 | 21.01 | 8.40 | 8.30 | 8.55 | 8.40 | 0.00 | 17 |
| 4    | Tanith Belbin      | Benjamin Agosto      | USA Estados Unidos  | 40.83 | 20.16 | 20.67 | 8.25 | 8.20 | 8.25 | 8.40 | 0.00 | 20 |
| 5    | Federica Faiella   | Massimo Scali        | ITA Itália          | 39.88 | 19.82 | 20.06 | 8.10 | 7.80 | 8.05 | 8.20 | 0.00 | 21 |
| 6    | Isabelle Delobel   | Olivier Schoenfelder | FRA França          | 37.99 | 18.44 | 19.55 | 7.75 | 7.65 | 7.90 | 8.10 | 0.00 | 12 |
| 7    | Jana Khokhlova     | Sergei Novitski      | RUS Rússia          | 37.18 | 18.28 | 18.90 | 7.65 | 7.35 | 7.60 | 7.70 | 0.00 | 19 |
| 8    | Sinead Kerr        | John Kerr            | GBR Grã-Bretanha    | 37.02 | 18.04 | 18.98 | 7.70 | 7.40 | 7.60 | 7.70 | 0.00 | 22 |
| 9    | Nathalie Péchalat  | Fabian Bourzat       | FRA França          | 36.13 | 17.72 | 18.41 | 7.40 | 7.10 | 7.45 | 7.60 | 0.00 | 16 |
| 10   | Alexandra Zaretsky | Roman Zaretsky       | ISR Israel          | 34.38 | 17.42 | 16.96 | 6.80 | 6.55 | 6.90 | 7.00 | 0.00 | 15 |
| 11   | Anna Zadorozhniuk  | Sergei Verbillo      | UKR Ucrânia         | 33.87 | 17.38 | 16.49 | 6.55 | 6.40 | 6.75 | 6.80 | 0.00 | 5  |
| 12   | Anna Cappellini    | Luca Lanotte         | ITA Itália          | 33.13 | 16.40 | 16.73 | 6.75 | 6.45 | 6.70 | 6.95 | 0.00 | 1  |
| 13   | Nóra Hoffmann      | Maxim Zavozin        | HUN Hungria         | 31.90 | 16.60 | 15.30 | 6.15 | 5.95 | 6.15 | 6.30 | 0.00 | 9  |
| 14   | Emily Samuelson    | Evan Bates           | USA Estados Unidos  | 31.37 | 16.04 | 15.33 | 6.15 | 6.15 | 6.05 | 6.15 | 0.00 | 14 |
| 15   | Vanessa Crone      | Paul Poirier         | CAN Canadá          | 31.14 | 16.22 | 14.92 | 6.05 | 5.80 | 6.00 | 6.05 | 0.00 | 13 |
| 16   | Christina Beier    | William Beier        | GER Alemanha        | 30.31 | 15.82 | 14.49 | 5.90 | 5.50 | 5.90 | 5.95 | 0.00 | 3  |
| 17   | Ekaterina Bobrova  | Dmitri Soloviev      | RUS Rússia          | 29.86 | 14.50 | 15.36 | 6.15 | 5.85 | 6.25 | 6.45 | 0.00 | 4  |
| 18   | Cathy Reed         | Chris Reed           | JPN Japão           | 29.49 | 15.10 | 14.39 | 5.80 | 5.55 | 5.85 | 5.90 | 0.00 | 10 |
| 19   | Xintong Huang      | Xun Zheng            | CHN China           | 29.22 | 15.32 | 13.90 | 5.65 | 5.30 | 5.70 | 5.65 | 0.00 | 6  |
| 20   | Allison Reed       | Otar Japaridze       | GEO Geórgia         | 26.65 | 14.22 | 12.43 | 5.05 | 4.75 | 5.10 | 5.05 | 0.00 | 7  |
| 21   | Penny Coomes       | Nicholas Buckland    | GBR Grã-Bretanha    | 25.68 | 13.28 | 12.40 | 5.05 | 4.75 | 5.00 | 5.10 | 0.00 | 2  |
| 22   | Kamila Hájková     | David Vincour        | CZE República Checa | 23.19 | 12.06 | 11.13 | 4.65 | 4.15 | 4.60 | 4.45 | 0.00 | 8  |
| 23   | Irina Shtork       | Taavi Rand           | EST Estônia         | 21.73 | 11.18 | 10.55 | 4.35 | 4.10 | 4.25 | 4.15 | 0.00 | 11 |

### Dança original
A segunda fase da dança no gelo, em que a música é de livre escolha, mas o tema é definido pela organização, ocorreu em 19 de fevereiro. O tema foi Dança Folclórica.
| Pos. | Patinadora         | Patinador            | País                | PST   | PET   | PCP   | HP   | TR   | PE   | CO   | IN   | Ded  | Nº |
| ---- | ------------------ | -------------------- | ------------------- | ----- | ----- | ----- | ---- | ---- | ---- | ---- | ---- | ---- | -- |
| 1    | Tessa Virtue       | Scott Moir           | CAN Canadá          | 68.41 | 32.90 | 35.51 | 9.30 | 9.10 | 9.50 | 9.40 | 9.45 | 0.00 | 22 |
| 2    | Meryl Davis        | Charlie White        | USA Estados Unidos  | 67.08 | 32.60 | 34.48 | 8.95 | 8.85 | 9.20 | 9.20 | 9.20 | 0.00 | 19 |
| 3    | Oksana Domnina     | Maxim Shabalin       | RUS Rússia          | 62.84 | 29.80 | 33.04 | 8.70 | 8.40 | 8.75 | 8.85 | 8.80 | 0.00 | 18 |
| 4    | Tanith Belbin      | Benjamin Agosto      | USA Estados Unidos  | 62.50 | 30.10 | 32.40 | 8.50 | 8.20 | 8.70 | 8.45 | 8.75 | 0.00 | 23 |
| 5    | Federica Faiella   | Massimo Scali        | ITA Itália          | 60.18 | 28.60 | 31.58 | 8.30 | 8.05 | 8.40 | 8.35 | 8.45 | 0.00 | 17 |
| 6    | Nathalie Péchalat  | Fabian Bourzat       | FRA França          | 59.99 | 29.90 | 30.09 | 7.80 | 7.70 | 7.90 | 8.00 | 8.15 | 0.00 | 20 |
| 7    | Isabelle Delobel   | Olivier Schoenfelder | FRA França          | 58.68 | 27.40 | 32.28 | 8.40 | 8.20 | 8.65 | 8.60 | 8.65 | 1.00 | 15 |
| 8    | Sinead Kerr        | John Kerr            | GBR Grã-Bretanha    | 56.76 | 27.30 | 29.46 | 7.65 | 7.40 | 7.85 | 7.85 | 8.00 | 0.00 | 16 |
| 9    | Jana Khokhlova     | Sergei Novitski      | RUS Rússia          | 55.57 | 26.10 | 29.47 | 7.80 | 7.50 | 7.90 | 7.90 | 7.75 | 0.00 | 14 |
| 10   | Alexandra Zaretsky | Roman Zaretsky       | ISR Israel          | 55.24 | 27.30 | 27.94 | 7.25 | 7.10 | 7.40 | 7.45 | 7.55 | 0.00 | 21 |
| 11   | Emily Samuelson    | Evan Bates           | USA Estados Unidos  | 53.99 | 28.60 | 25.39 | 6.75 | 6.50 | 6.80 | 6.60 | 6.75 | 0.00 | 7  |
| 12   | Anna Cappellini    | Luca Lanotte         | ITA Itália          | 51.45 | 26.50 | 24.95 | 6.60 | 6.35 | 6.75 | 6.65 | 6.55 | 0.00 | 2  |
| 13   | Nóra Hoffmann      | Maxim Zavozin        | HUN Hungria         | 51.22 | 25.70 | 25.52 | 6.65 | 6.50 | 6.65 | 6.85 | 6.90 | 0.00 | 6  |
| 14   | Cathy Reed         | Chris Reed           | JPN Japão           | 50.81 | 27.70 | 23.11 | 6.00 | 5.65 | 6.30 | 6.10 | 6.35 | 0.00 | 10 |
| 15   | Ekaterina Bobrova  | Dmitri Soloviev      | RUS Rússia          | 50.61 | 25.60 | 25.01 | 6.50 | 6.35 | 6.65 | 6.65 | 6.75 | 0.00 | 8  |
| 16   | Anna Zadorozhniuk  | Sergei Verbillo      | UKR Ucrânia         | 50.02 | 24.30 | 25.72 | 6.75 | 6.60 | 6.90 | 6.75 | 6.85 | 0.00 | 12 |
| 17   | Vanessa Crone      | Paul Poirier         | CAN Canadá          | 48.17 | 24.00 | 24.17 | 6.45 | 6.10 | 6.45 | 6.60 | 6.30 | 0.00 | 3  |
| 18   | Christina Beier    | William Beier        | GER Alemanha        | 46.42 | 25.00 | 21.42 | 5.80 | 5.45 | 5.75 | 5.70 | 5.55 | 0.00 | 9  |
| 19   | Penny Coomes       | Nicholas Buckland    | GBR Grã-Bretanha    | 46.33 | 24.60 | 21.73 | 5.60 | 5.40 | 5.90 | 5.90 | 5.85 | 0.00 | 13 |
| 20   | Huang Xintong      | Zheng Xun            | CHN China           | 45.03 | 22.70 | 22.33 | 5.95 | 5.60 | 6.00 | 5.90 | 5.95 | 0.00 | 11 |
| 21   | Allison Reed       | Otar Japaridze       | GEO Geórgia         | 42.22 | 22.50 | 19.72 | 5.25 | 4.90 | 5.25 | 5.50 | 5.15 | 0.00 | 1  |
| 22   | Kamila Hájková     | David Vincour        | CZE República Checa | 40.54 | 22.10 | 18.44 | 5.00 | 4.65 | 4.90 | 5.05 | 4.75 | 0.00 | 4  |
| 23   | Irina Shtork       | Taavi Rand           | EST Estônia         | 35.21 | 19.90 | 16.31 | 4.35 | 4.05 | 4.20 | 4.70 | 4.25 | 1.00 | 5  |

### Dança livre
A última fase da dança no gelo, a dança livre, ocorreu em 22 de fevereiro.
| Pos. | Patinadora         | Patinador            | País                | PST    | PET   | PCP   | HP   | TR   | PE   | CO   | IN   | Ded  | Nº |
| ---- | ------------------ | -------------------- | ------------------- | ------ | ----- | ----- | ---- | ---- | ---- | ---- | ---- | ---- | -- |
| 1    | Tessa Virtue       | Scott Moir           | CAN Canadá          | 110.42 | 53.10 | 57.32 | 9.50 | 9.45 | 9.60 | 9.60 | 9.70 | 0.00 | 21 |
| 2    | Meryl Davis        | Charlie White        | USA Estados Unidos  | 107.19 | 52.80 | 55.39 | 9.15 | 9.00 | 9.45 | 9.30 | 9.45 | 1.00 | 19 |
| 3    | Oksana Domnina     | Maxim Shabalin       | RUS Rússia          | 101.04 | 48.00 | 53.04 | 8.85 | 8.70 | 8.95 | 8.90 | 8.90 | 0.00 | 23 |
| 4    | Tanith Belbin      | Benjamin Agosto      | USA Estados Unidos  | 99.74  | 48.00 | 51.74 | 8.75 | 8.40 | 8.70 | 8.55 | 8.85 | 0.00 | 22 |
| 5    | Federica Faiella   | Massimo Scali        | ITA Itália          | 99.11  | 47.70 | 51.41 | 8.50 | 8.30 | 8.80 | 8.70 | 8.75 | 0.00 | 20 |
| 6    | Isabelle Delobel   | Olivier Schoenfelder | FRA França          | 97.06  | 46.00 | 51.06 | 8.50 | 8.30 | 8.65 | 8.55 | 8.70 | 0.00 | 17 |
| 7    | Nathalie Péchalat  | Fabian Bourzat       | FRA França          | 94.37  | 46.90 | 47.47 | 7.95 | 7.70 | 7.90 | 8.05 | 8.10 | 0.00 | 16 |
| 8    | Jana Khokhlova     | Sergei Novitski      | RUS Rússia          | 93.11  | 45.50 | 47.61 | 8.00 | 7.75 | 8.00 | 8.00 | 8.05 | 0.00 | 18 |
| 9    | Sinead Kerr        | John Kerr            | GBR Grã-Bretanha    | 92.23  | 44.30 | 47.93 | 7.90 | 7.80 | 8.10 | 8.15 | 8.15 | 0.00 | 15 |
| 10   | Alexandra Zaretsky | Roman Zaretsky       | ISR Israel          | 90.64  | 45.20 | 45.44 | 7.55 | 7.40 | 7.80 | 7.55 | 7.70 | 0.00 | 14 |
| 11   | Emily Samuelson    | Evan Bates           | USA Estados Unidos  | 88.94  | 46.40 | 42.54 | 7.10 | 6.95 | 7.30 | 6.95 | 7.25 | 0.00 | 13 |
| 12   | Vanessa Crone      | Paul Poirier         | CAN Canadá          | 85.29  | 45.40 | 39.89 | 6.75 | 6.40 | 6.80 | 6.70 | 6.75 | 0.00 | 7  |
| 13   | Nóra Hoffmann      | Maxim Zavozin        | HUN Hungria         | 84.11  | 43.40 | 40.71 | 6.85 | 6.60 | 6.95 | 6.60 | 7.05 | 0.00 | 11 |
| 14   | Ekaterina Bobrova  | Dmitri Soloviev      | RUS Rússia          | 82.88  | 42.30 | 41.58 | 7.00 | 6.70 | 7.05 | 7.00 | 7.05 | 1.00 | 12 |
| 15   | Anna Cappellini    | Luca Lanotte         | ITA Itália          | 82.74  | 44.60 | 39.14 | 6.65 | 6.30 | 6.60 | 6.60 | 6.60 | 1.00 | 9  |
| 16   | Cathy Reed         | Chris Reed           | JPN Japão           | 79.30  | 42.50 | 36.80 | 6.25 | 5.85 | 6.55 | 6.10 | 6.10 | 0.00 | 5  |
| 17   | Anna Zadorozhniuk  | Sergei Verbillo      | UKR Ucrânia         | 79.26  | 39.20 | 40.06 | 6.80 | 6.55 | 6.70 | 6.75 | 6.65 | 0.00 | 10 |
| 18   | Christina Beier    | William Beier        | GER Alemanha        | 72.91  | 38.90 | 34.01 | 5.90 | 5.50 | 5.75 | 5.65 | 5.60 | 0.00 | 6  |
| 19   | Penny Coomes       | Nicholas Buckland    | GBR Grã-Bretanha    | 71.60  | 41.30 | 31.30 | 5.25 | 5.05 | 5.35 | 5.25 | 5.30 | 1.00 | 3  |
| 20   | Huang Xintong      | Zheng Xun            | CHN China           | 71.27  | 37.70 | 33.57 | 5.90 | 5.45 | 5.65 | 5.50 | 5.50 | 0.00 | 8  |
| 21   | Kamila Hájková     | David Vincour        | CZE República Checa | 70.08  | 41.30 | 28.78 | 5.00 | 4.50 | 4.90 | 4.95 | 4.80 | 0.00 | 1  |
| 22   | Allison Reed       | Otar Japaridze       | GEO Geórgia         | 63.45  | 36.30 | 28.15 | 4.85 | 4.45 | 4.80 | 4.75 | 4.75 | 1.00 | 4  |
| 23   | Irina Shtork       | Taavi Rand           | EST Estônia         | 58.24  | 35.10 | 24.14 | 4.20 | 3.85 | 4.05 | 4.10 | 4.00 | 1.00 | 2  |

### Total
| Pos.              | Patinadora         | Patinador            | País                | Pontuação total | CD | OD | FD |
| ----------------- | ------------------ | -------------------- | ------------------- | --------------- | -- | -- | -- |
| Medalha de ouro   | Tessa Virtue       | Scott Moir           | CAN Canadá          | 221.57          | 2  | 1  | 1  |
| Medalha de prata  | Meryl Davis        | Charlie White        | USA Estados Unidos  | 215.74          | 3  | 2  | 2  |
| Medalha de bronze | Oksana Domnina     | Maxim Shabalin       | RUS Rússia          | 207.64          | 1  | 3  | 3  |
| 4                 | Tanith Belbin      | Benjamin Agosto      | USA Estados Unidos  | 203.07          | 4  | 4  | 4  |
| 5                 | Federica Faiella   | Massimo Scali        | ITA Itália          | 199.17          | 5  | 5  | 5  |
| 6                 | Isabelle Delobel   | Olivier Schoenfelder | FRA França          | 193.73          | 6  | 7  | 6  |
| 7                 | Nathalie Péchalat  | Fabian Bourzat       | FRA França          | 190.49          | 9  | 6  | 7  |
| 8                 | Sinead Kerr        | John Kerr            | GBR Grã-Bretanha    | 186.01          | 8  | 8  | 9  |
| 9                 | Jana Khokhlova     | Sergei Novitski      | RUS Rússia          | 185.86          | 7  | 9  | 8  |
| 10                | Alexandra Zaretsky | Roman Zaretsky       | ISR Israel          | 180.26          | 10 | 10 | 10 |
| 11                | Emily Samuelson    | Evan Bates           | USA Estados Unidos  | 174.30          | 14 | 11 | 11 |
| 12                | Anna Cappellini    | Luca Lanotte         | ITA Itália          | 167.32          | 12 | 12 | 15 |
| 13                | Nóra Hoffmann      | Maxim Zavozin        | HUN Hungria         | 167.23          | 13 | 13 | 13 |
| 14                | Vanessa Crone      | Paul Poirier         | CAN Canadá          | 164.60          | 15 | 17 | 12 |
| 15                | Ekaterina Bobrova  | Dmitri Soloviev      | RUS Rússia          | 163.35          | 17 | 15 | 14 |
| 16                | Anna Zadorozhniuk  | Sergei Verbillo      | UKR Ucrânia         | 163.15          | 11 | 16 | 17 |
| 17                | Cathy Reed         | Chris Reed           | JPN Japão           | 159.60          | 18 | 14 | 16 |
| 18                | Christina Beier    | William Beier        | GER Alemanha        | 149.64          | 16 | 18 | 18 |
| 19                | Huang Xintong      | Zheng Xun            | CHN China           | 145.52          | 19 | 20 | 20 |
| 20                | Penny Coomes       | Nicholas Buckland    | GBR Grã-Bretanha    | 143.61          | 21 | 19 | 19 |
| 21                | Kamila Hájková     | David Vincour        | CZE República Checa | 133.81          | 22 | 22 | 21 |
| 22                | Allison Reed       | Otar Japaridze       | GEO Geórgia         | 132.32          | 20 | 21 | 22 |
| 23                | Irina Shtork       | Taavi Rand           | EST Estônia         | 115.18          | 23 | 23 | 23 |

Legenda
| Recorde mundial      | Recorde mundial (World record)               |                       | Recorde africano                      | Recorde africano (African) |                                           | Q | Classificado por posição (Qualified) |
| Recorde olímpico     | Recorde olímpico (Olympic record)            | Recorde da América    | Recorde da América (Americas)         | q                          | Classificado por melhor tempo (Qualified) |   |                                      |
| Melhor marca do ano  | Melhor marca do ano (World leading)          | Recorde asiático      | Recorde asiático (Asian)              | DNS                        | Não largou (Did not start)                |   |                                      |
| Recorde nacional     | Recorde nacional (National record)           | Recorde europeu       | Recorde europeu (European)            | DNF                        | Não terminou (Did not finish)             |   |                                      |
| Recorde pessoal      | Recorde pessoal do atleta (Personal best)    | Recorde da Oceania    | Recorde da Oceania (Oceania)          | DSQ / DQ                   | Desclassificado (Disqualified)            |   |                                      |
| Recorde da temporada | Recorde da temporada do atleta (Season best) | Recorde sul-americano | Recorde sul-americano (South America) | NM                         | Sem marca (No mark)                       |   |                                      |